# Den ny Demokraten
Den nye Demokraten var et forsøg i 1981 på at genoplive den tidligere socialdemokratiske avis, Demokraten, som blev udgivet i Aarhus 1884-1974. Det skulle oprindeligt have været en ugeavis udgivet i fællesskab af Fællesorganisationen i Århus og Socialdemokratiets fællesledelse i byen. 
Planerne udsprang af et vist samarbejde om den lokale partiavis, Århus Debat, som blev produceret af frivillig arbejdskraft under ledelse af en ansat redaktionssekretær.
Planerne gik ud på at producere ugeavisen i samarbejde med det cooperative Marselis Tryk, og at der skulle skaffes midler til at ansætte de nødvendige journalister, i første omgang fire. Det var Fællesorganisations ønske, at redaktionssekretæren på Århus Debat skulle have ledelsen af bladet.
I begyndelsen af 1981 blev det tilkendegivet fra LO, at formanden, Thomas Nielsen, ønskede at deltage i debatten om de århusianske bladplaner. På et møde tilbød LO-formanden at etablere et dagblad med lokalredaktioner i bl.a. Grenå, Randers og Odder, og selvom den århusianske fagbevægelse fortsat var af den opfattelse, at det var LO, der havde lukket Arbejderbevægelsens gamle avis i Århus, Demokraten og man derfor var meget reserveret overfor LO-formandens planer, fandt man dog ikke at man kunne sige nej til tilbuddet.
Den århusianske fællesorganisation blev bedt om at foreslå emnet til stillingen som chefredaktør, og formanden, Eigil Andersen, anmodede redaktionssekretæren på Århus Debat, Hans Bredahl, om at overtage posten. Denne afviste tilbuddet og foreslog i stedet den nys fyrede chefredaktør på Århus Stiftstidende, Axel Jeppesen, til stillingen. Om ham vidste man, at han var socialdemokrat, og der var håb om, at han kunne tage nogle læsere med fra byens store avis.
Aksel Jeppesen blev efter få måneder og voldsomme budgetoverskridelser, afskediget fra stillingen, og i den følgende tid blev avisen ledet af medarbejdere fra bladets redaktionssekretariat. Det lykkedes ikke for A-pressens ledelse at finde en ny chefredaktør for avisen, som på dette tidspunkt endnu ikke havde fået salgstal, der var i nærheden af at være tilfredsstillende. Det var derfor klart, at der også måtte ske økonomiske nedskæringer. Bestyrelsen valgte som det første at lukke redaktionen i Grenå, ligesom det stod klart at mindst en af de øvrige lokalredaktioner måtte lukke.
I mellemtiden havde bladets medarbejdere på en række hemmelige møder udarbejdet en hvidbog, som efter deres mening var en dækkende beskrivelse af bladets kaotiske ledelsesforhold.
A-pressen overtalte redaktionssekretær Hans Bredahl, der hidtil havde afvist at lede bladet, til at påtage sig stillingen som chefredaktør, og få dage senere offentliggjorde medarbejderne på et pressemøde den hvidbog, man havde ladet udarbejde.
Reaktionen fra LO kom prompte. Samtlige redaktionelle medarbejdere blev bortvist fra bladet, medens Bredahl alene producerede avisen de følgende uger.
Der var i bestyrelsen derefter ikke meget håb om, at avisen kunne overleve. Og da LO-formanden gik af, og overlod posten til sin næstformand, og kassen fortsat var i hænderne på hovedkasserer Max Harvøe, var der heller ingen grund til at tro på støtte fra LO eller for den sags skyld fra A-pressens direktion, som hele tiden havde været imod avisplanerne i Århus.
På et sidste bestyrelsesmøde var det chefredaktøren selv der foreslog,at det århusianske avisforsøg blev opgivet.

## Ekstern henvisning
- Digitaliserede udgaver af Den nye Demokraten i Mediestream
- Læs om Den nye Demokraten i opslagsværket "De Danske Aviser"

 Der er for få eller ingen kildehenvisninger i denne artikel, hvilket er et problem. Du kan hjælpe ved at angive troværdige kilder til de påstande, som fremføres i artiklen.